# Brievengat
Brievengat is een wijk van de Curaçaose hoofdplaats Willemstad. Het gebied van de wijk ligt ten noorden van de stad en ten oosten van Hato Airport. Net buiten de wijk ligt een voormalig 18e-eeuws plantagehuis dat Landhuis Brievengat genoemd wordt. 
De oorsprong van de naam is onduidelijk. Deze werd in 1708 voor het eerst genoemd in een testament. Brievengat was een vruchtbaar gebied en de plantage was succesvol tot 1877 toen het een orkaan door het gebied trok, en ongeveer 75% van het vee doodde. In 1924 werd de plantage verkocht aan Shell die in 1954 het landhuis verkocht aan de Stichting Monumentenzorg die het liet restaureren.
In 1956 werd door de woningbouwvereniging een woonwijk met 1.400 huizen op het voormalige plantageterrein gebouwd. Eind jaren 1960 en in de jaren 1980 en 1990 werden meer buurten toegevoegd en werd het een redelijk dichtgebevolkte wijk.